# 李若琛
李若琛，字公遠，順天府大興縣人。清初政治人物。

## 生平
李若琛於順治三年（1646年）中式丙戌科三甲進士。選庶吉士，散館改福建道監察御史。